# 32e brigade d'infanterie (Royaume-Uni)
Pour les articles homonymes, voir 32e brigade.
La 32e brigade d'infanterie britannique (en anglais 32th Infantry Brigade) est une brigade d'infanterie de la British Army (armée de terre britannique), qui participa à la Première et à la Seconde Guerre mondiale.